# بنجامین سی کرامول
بنجامین سی کرامول (به انگلیسی: Benjamin C. Cromwell) یک کشتی است. این کشتی در سال ۱۸۹۰ ساخته شد.